# Sitaris
Sitaris se trata de um Coleóptero cuja metamorfose é bastante especial e foi bem descrita pelo entomólogo Fabre e relatada por Charles Darwin em sua obra A origem das espécies;
- fase 1 - A larva é um inseto pequeno e ativo, com seis patas, duas longas antenas e quatro olhos. Estes se fecham em ninhos de abelhas.
- 1.1 - Na primavera, quando as abelhas machos saem do seu buraco antes das fêmeas, essas larvas Sitaris, numa simbiose se ligam a esses machos e deslizam sobre as fêmeas durante a cópula. Quando as Fêmeas põem os ovos nas células com mel, as Sitaris devoram esses ovos e aí se nutrem de mel.
- fase 2 - Depois disso, os olhos das Sitaris desaparecm, as patas e antenas ficam rudimentares.As larvas agora são semelhantes às dos demais insetos.
- fase 3 - Finalmente a Sitares se torna um Coleóptero completo, comum.

## Espécies encontradas naEuropa
- Sitaris (Sitaris) emiliae Escherich 1897
- Sitaris (Sitaris) melanurus Küster 1849
- Sitaris (Sitaris) muralis (Forster 1771
- Sitaris (Sitaris) rufipennis Küster 1849
- Sitaris (Sitaris) rufiventris Kraatz 1884
- Sitaris (Sitaris) solieri Pecchioli 1839
- Sitaris (Sitaris) tauricus Motschulsky 1873